# Мокри-Бур (Свентокшиське воєводство)
Мокри-Бур (пол. Mokry Bór) — село в Польщі, у гміні Мнюв Келецького повіту Свентокшиського воєводства.
Населення — 69 осіб (2011).
У 1975-1998 роках село належало до Келецького воєводства.

## Демографія
Демографічна структура на день 31 березня 2011 року:
|          | Загалом | Допрацездатний вік | Працездатний вік | Постпрацездатний вік |
| -------- | ------- | ------------------ | ---------------- | -------------------- |
| Чоловіки | 31      | 4                  | 25               | 2                    |
| Жінки    | 38      | 9                  | 20               | 9                    |
| Разом    | 69      | 13                 | 45               | 11                   |